# Miren Gorrotxategi
Miren Edurne Gorrotxategi Azurmendi, née le 18 septembre 1967, est une femme politique espagnole membre de Podemos.

## Biographie

### Vie privée
Elle est mariée et mère de deux enfants.

### Carrière politique
Le 20 décembre 2015, elle est élue sénatrice pour Biscaye au Sénat et réélue en 2016.
Au Sénat, elle est porte-parole à la commission constitutionnelle.